# Excalibur Hotel and Casino
Excalibur Hotel and Casino är ett kasino och hotell med medeltidstema i Las Vegas, Nevada i USA, ägt av MGM Growth Properties och drivs av MGM Resorts International. 
Excalibur är Kung Arturs svärd, och har fått stå som inspiration vid namngivning och design av kasinot. Arkitekturen är för övrigt starkt inspirerad av slottet Carcassonne i Frankrike.
Kasinot är beläget vid en väldigt trafikerad korsning, där gående inte kan passera. Istället finns det gångbroar från Excalibur, som kopplar ihop kasinot med de andra närliggande komplexen. Man kan också genom ett monorailsystem komma till den närbelägna systeranläggningen Luxor.